# Floresta Nacional de Capão Bonito
A Floresta Nacional de Capão Bonito está localizada no estado de São Paulo na região sudeste do Brasil, entre a parte oeste do município de Capão Bonito e a parte leste do município de Buri. Foi criada em 1944, inicialmente recebeu o nome de Parque Florestal Getúlio Vargas.
É administrada pelo Instituto Chico Mendes de Conservação da Biodiversidade. Possui um total de 4.344,33 hectares divididas em duas glebas não contínuas:
Gleba I, conhecida como “Presidente Aristedes Largura”, com cerca 
de 3.961,73 hectares. Nesta Gleba foram plantados os primeiros povoamentos de Araucaria angustifolia, em de 1945, e de Pinus elliottii, em 1959.
Gleba II, distante cerca de onze quilômetros da primeira, possui 382,60 hectares tendo seus primeiros talhões 
reflorestados também com Araucaria angustifolia, em 1947/1949, e Pinus elliottii, em 1965.